# Réservoir de la Paix des Braves
Pour les articles homonymes, voir Eastmain.
Le réservoir de la Paix des Braves (anciennement le réservoir de l'Eastmain 1) est un plan d'eau de la municipalité de Eeyou Istchee Baie-James, dans la région administrative de Nord-du-Québec, au Québec, au Canada.

## Géographie
Le réservoir de la Paix des Braves est situé à environ 800 km au nord de Montréal. Ce réservoir fait partie du projet Eastmain-1-A/Sarcelle/Rupert qui vise à fournir une importante production d'énergie hydroélectrique à la société Hydro-Québec. La centrale Eastmain-1 et la centrale Eastmain-1-A comportent chacune trois turbines actionnées par l'eau qui génèreront collectivement 480 mégawatts-heures d'électricité au terme de la construction. Hydro-Québec signale que la centrale Eastmain-1-A est prévu alimenter le marché américain. Lorsque la construction sera achevée, la centrale Eastmain-1-A produira jusqu'à 768 mégawatts.
D'une superficie potentielle de 603 km², le réservoir Eastmain sera fonctionnel avec une cote d'élévation comprises entre 274 m et 283 m de hauteur.

## Toponymie
Le toponyme réservoir de l'Eastmain 1 a été officialisé le 1er août 2007 à la Banque des noms de lieux de la Commission de toponymie du Québec. Le 4 novembre 2019, il a été renommé réservoir de la Paix des Braves, en l'honneur de la Paix des Braves, entente historique que le Gouvernement du Québec et le Grand Conseil des Cris ont signée le 7 février 2002.